# میتر (ویسکانسین)
میتر (به انگلیسی: Mather) یک منطقهٔ مسکونی در ایالات متحده آمریکا است که در شهرستان جونو، ویسکانسین واقع شده‌است. میتر ۲۹۲٫۹۲ متر بالاتر از سطح دریا واقع شده‌است.